# Șerban Ier Cantacuzène

Șerban Ier Cantacuzène, en roumain Șerban Ier Cantacuzino, (mort en 1688) est un prince de Valachie, ayant régné dix ans, de 1678 à 1688.

## Origine
Șerban Cantacuzène est le fils de Constantin Cantacuzène et d'Elena, fille du prince Radu X Șerban.

## Règne
Șerban Ier Cantacuzène est désigné prince de Valachie en remplacement de Gheorghe II Duca en novembre 1678. Comme vassal de l'Empire ottoman, il doit participer avec un contingent valaque au siège de Vienne auprès du Grand Vizir Kara Mustapha en 1683, mais il prévient secrètement les Viennois de l'attaque à venir.
Il fonde la première école roumaine à Bucarest et fait remplacer le slavon par le roumain dans la liturgie de l’Église orthodoxe. Il ordonne la première traduction de la bible en roumain.
Il meurt de maladie à Bucarest le 28 octobre 1688. Il a comme successeur son neveu Constantin II Brâncoveanu.
Șerban Ier Cantacuzène et son épouse la princesse Maria furent inhumés au monastère Cotroceni (roumain  Mănăstirea Cotroceni) démoli dans les années 1980 pendant la dictature communiste.

## Unions et postérité
De ses unions avec Maria Leordeanu et Maria Rustea-Văleanu (fille du marchand Ghencea Rustea) il laisse quatre filles et un fils dont :
- Gheorghe, né en 1673 et mort en 1739, Gran Ban d'Olténie ;
- Casandra, née en 1676 morte en 1713, épouse du prince de Moldavie Dimitrie Cantemir.

## Sources
- Jean Michel Cantacuzène, Mille ans dans les Balkans : chronique des Cantacuzène dans la tourmente des siècles, Paris, Éditions Christian, 1992, 494 p. (ISBN 2-86496-054-0)